# Bogaard stadscentrum

Plattegrond met 1970 bebouwing in blauw

Bogaard stadscentrum, kortweg Bogaard (voorheen In de Bogaard) is een winkelcentrum in Rijswijk in de Nederlandse provincie Zuid-Holland.
Het winkelcentrum telt ongeveer 115 winkels. Bogaard stadscentrum heeft vier overdekte passages: In de Terp, de Prinsenpassage, de Sterpassage en een kleine passage, die hierop aansluit. Het winkelcentrum beschikt over 2800 parkeerplaatsen, waarvan een groot deel ondergronds.

## Geschiedenis
De aanleiding voor het ontwerp van het intercommunale winkelcentrum in de wijk Steenvoorde was een bezoek van toenmalig burgemeester Archibald Bogaardt aan San Francisco, waar hij een dergelijk centrum zag functioneren. Het ontwerp kwam van de architecten Kuiper, Gouwetor en De Ranitz. Het is ontwikkeld door projectontwikkelaar Reinder Zwolsman. In de Bogaard werd het eerste van speciaal gebouwde moderne winkelcentra in Nederland en werd op 21 september 1963 geopend door burgemeester Bogaardt.

### Naam
Aanvankelijk had men voor het winkelcentrum de naam Steenvoorde in gedachten, maar op voorstel van Commissaris van de Koningin van Zuid-Holland, Jan Klaasesz, werd In de Bogaard gekozen.
De naam van het winkelcentrum verwijst onder andere naar de burgemeester Archibald Bogaardt. Het oude logo had drie gestileerde boompjes, verwijzend naar een boomgaard die op die plek zou hebben gelegen en naar het oude wapen van het toenmalige dorp Rijswijk, waarop eveneens drie rijshout producerende wilgenboompjes afgebeeld stonden. Sinds september 2021 is de naam van het winkelcentrum gewijzigd in Bogaard stadscentrum.

### Brand en wederopbouw
In de jaren 70 en 90 van de twintigste eeuw is het winkelcentrum In de Bogaard driemaal getroffen door branden. Op 23 december 1977 was de eerste brand, waarbij een deel van de passage ten prooi viel aan de vlammen; ten minste zeven zaken liepen schade op. Oorzaak was kortsluiting, ontstaan in de meubelzaak van Hulshoff. Op 20 maart 1993 brandde ten gevolge van brandstichting het gehele complex tussen de kantoortoren (Gebouw M) van de belastingdienst en de oude passage aan de Steenvoordelaan/Prins Johan Frisopromenade af. 16 winkels, waaronder die van Albert Heijn, Bruna en Waaijer (kaas), werden in de as gelegd en 40 liepen zware schade op. Er deden zich geen persoonlijke ongelukken voor, wel vielen de roze flamingo’s van Indonesisch restaurant Tropic Paradise aan de Steenvoordelaan te betreuren. Totale schade bedroeg 25 miljoen gulden. Op 6 augustus van dat zelfde jaar werd de oude passage en het complex naast de oude passage, dat nog niet was verwoest, opnieuw door brandstichting getroffen. De brand ontstond tegen sluitingstijd en werd door een verkoopster ontdekt op de afdeling tuinmeubelen van de vestiging van Blokker. De schade bedroeg ditmaal 7 miljoen gulden.
Opmerkelijk genoeg lagen de plannen voor de verbouwing van het winkelcentrum al klaar. De plannen behelsden een totale renovatie van het winkelcentrum, gericht op een modernere uitstraling en verbeterde brandveiligheid. Om de bereikbaarheid te verbeteren, moest het aantal parkeerplaatsen worden uitgebreid door de bestaande parkeerterreinen te vervangen door bovengrondse en ondergrondse parkeergarages met meerdere parkeerdekken. Nieuwe passages werden ontwikkeld: "In de Terp", de "Prinsenpassage", de "Sterpassage" en een kleine passage achter de Hema, Perry Sport en C&A.
Begonnen werd het afgebrande complex opnieuw op te bouwen en de Sterpassage, deels op de plek van de oude passage, te maken.
In 1999 werd een tweede passage, in het complex "De Terp", "In de Terp" genaamd, opgeleverd. Deze passage werd naast het warenhuis van V&D gesitueerd. Deze locatie was voordien in gebruik als parkeerplaats. Korte tijd later werd het nieuwe winkelcomplex aan de Prins Constantijn Promenade/Prinses Beatrixlaan geopend.
Na de opening van het complex "De Terp" werd het winkelcomplex tussen de Prins Constantijnpromenade/Prins Willem Alexanderpromenade/Steenvoordelaan grondig verbouwd. In dit complex werd een derde promenade geopend. Deze kreeg de naam "Prinsenpassage". Vervolgens werd het parkeerterrein ten zuiden van dit nieuwe winkelcomplex omgevormd tot een meerlaagse ondergrondse parkeergarage. Het daardoor vrijgekomen plein (inmiddels Bogaardplein geheten), bood plaats voor diverse evenementen, zoals een wekelijkse markt, een kermis, plaats voor controle van motorvoertuigen door diverse overheidsinstanties en startplaats voor de avondvierdaagse. De kantoortoren aan dit plein, (Gebouw L, nu Hoogvoorde), werd na een grondige renovatie het nieuwe gemeentehuis van Rijswijk. In Hoogvoorde zat eerst het ministerie van CRM, dat daarvoor in Gebouw M (nu: De Generaal) zat,
Vervolgens werd als laatste onderdeel van de algehele renovatie het winkelcomplex waarin C&A en de HEMA zitten verbouwd. Voor de oude gevel werd een nieuwe gevel gebouwd. De winkelcomplexen achter C&A en de HEMA werden niet gerenoveerd en zijn grotendeels in hun oude staat gebleven. Wel werd een nieuwe passage achter deze winkels gebouwd, die aansluiting geeft op de Sterpassage. In dit deel (aan de Prins Johan Frisopromenade) stortte op 19 februari 2007 een deel van een gevel van het winkelcentrum in. Dit gebeurde nadat een vrachtwagen tegen een kabel reed die was verankerd in de gevel. Bij het incident vielen twee gewonden.
Het winkelcentrum is door het Kiwa in 2007 gecertificeerd met een 3e ster. Niet eerder kreeg een winkelcentrum dit keurmerk.
In 2021 is een herinrichting gepresenteerd. De winkelruimte zal met 1/3 worden verminderd, maar er komen circa 2.500 woningen bij en meer ruimte voor aanvullende maatschappelijke functies en vergroening van het gebied.

## Bereikbaarheid
Bogaard stadscentrum ligt op enkele minuten lopen van het station Rijswijk, en is per auto te bereiken vanaf de A4 via de afslag Den Haag/Delft. Tramlijn 17 heeft een halte bij het winkelcentrum. Ook HTM-bus 22 en 23 en EBS bus 30 en 51 hebben een halte bij het winkelcentrum.

## Herinrichting

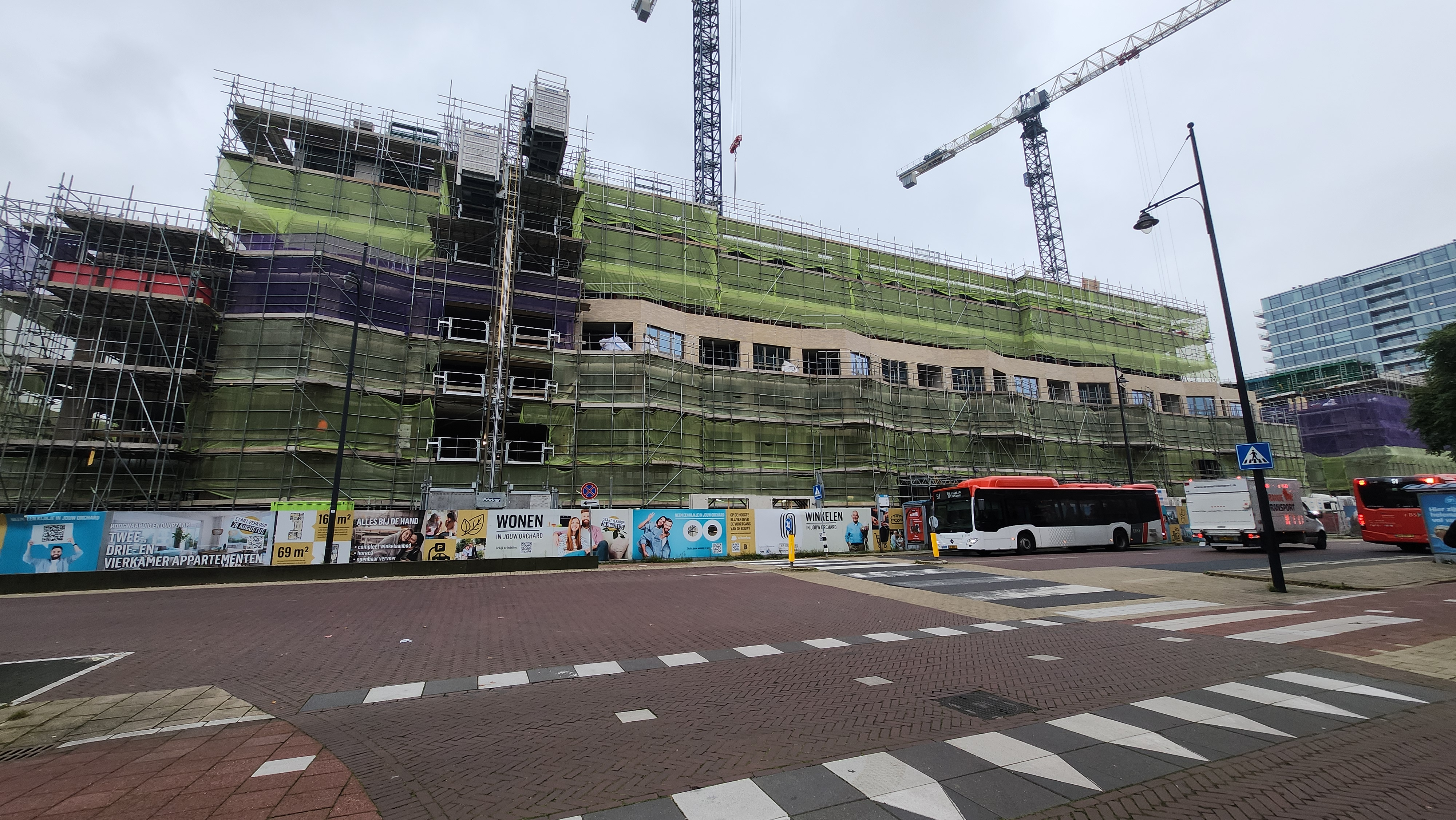
De bouw van Orchard I en II in november 2024.

In 2024 is de bouw gestart van The Orchard II. Deze twee woontorens dragen bij aan de circa 2.500 extra woningen die in het Stadscentrum gebouwd gaan worden. De woontorens zullen een combinatie zijn van winkels en woningen. Tussen de twee torens in zal er een nieuw plein ontstaan genaamd het 'Steenvoordeplein'. Deze zal bereikbaar zijn vanaf de Steenvoordelaan en het Bomenplein. 